# Damir Šolman
Damir Šolman, född 7 september 1948 i Zagreb, Kroatien (i dåvarande Jugoslavien), död 2 maj 2023 i Split, var en kroatisk basketspelare och tidigare jugoslavisk representant som tog OS-silver 1968 i Mexico City och OS-silver 1976 i Montréal. Han tog även VM-guld 1970 och EM-guld både 1973 och 1975.